# タウモエペアウ・シリベヌシ
タウモエぺアウ・シリベヌシ（Taumoepiau Silivenusi、1985年7月31日 - ）は、ジャパンラグビーリーグワン豊田自動織機シャトルズ愛知に所属するラグビーユニオン選手。

## プロフィール
- トンガ出身。
- ポジションはセンター(CTB)。
- 身長 164 cm、体重 70 kg
- トンガサムライXVスコッドに選ばれたことがある[1]。
- トンガ代表キャップは1（2022年6月現在）。

## 略歴
トンガカレッジ、大阪産業大学、六甲ファイティングブルを経て、2012年、同志社大学卒業後、トヨタ自動車ヴェルブリッツ(現・トヨタヴェルブリッツ)に加入。
2017年、トヨタヴェルブリッツを退団 後、豊田自動織機シャトルズに加入。